# ハンス・ゲルシュヴィラー
ハンス・ゲルシュヴィラー（Hans Gerschwiler、1920年6月20日 - 2017年9月27日）は、スイス出身の男性フィギュアスケート選手。1948年サンモリッツオリンピック男子シングル銀メダリスト。1947年世界フィギュアスケート選手権チャンピオン。

## 経歴
- 1947年ヨーロッパフィギュアスケート選手権 優勝。
- 1947年世界フィギュアスケート選手権 優勝。
- 1948年ヨーロッパフィギュアスケート選手権 2位。
- 1948年サンモリッツオリンピックで銀メダルを獲得。
- 1948年世界フィギュアスケート選手権 2位。

## 主な戦績
| 大会/年      | 1937-38 | 1938-39 | 1945-46 | 1946-47 | 1947-48 |
| ------------ | ------- | ------- | ------- | ------- | ------- |
| オリンピック |         |         |         |         | 2       |
| 世界選手権   |         |         |         | 1       | 2       |
| 欧州選手権   |         | 5       |         | 1       | 2       |
| スイス選手権 | 1       | 1       | 1       | 1       | 1       |